# WTA Nice Open 1988
WTA Nice Open 1988 — тенісний турнір, що проходив на відкритих кортах з ґрунтовим покриттям Nice Lawn Tennis Club у Ніцці (Франція). Належав до турнірів 5-ї категорії в рамках Туру WTA 1988. Тривав з 11 до 17 липня 1988 року.

## Фінальна частина

### Одиночний розряд, жінки
Сандра Чеккіні —  Наталі Тозья 7–5, 6–4
- Для Чеккіні це був 3-й титул за сезон і 10-й — за кар'єру.

### Парний розряд, жінки
Катрін Сюїр /  Катрін Танв'є —  Ізабель Демонжо /  Наталі Тозья 6–4, 4–6, 6–2
- Для Суїр це був 3-й титул за сезон і 6-й — за кар'єру. Для Танв'є це був 1-й титул за рік і 5-й — за кар'єру.